# Landschaftsschutzgebiet Berchumer Heide, Reher Heide

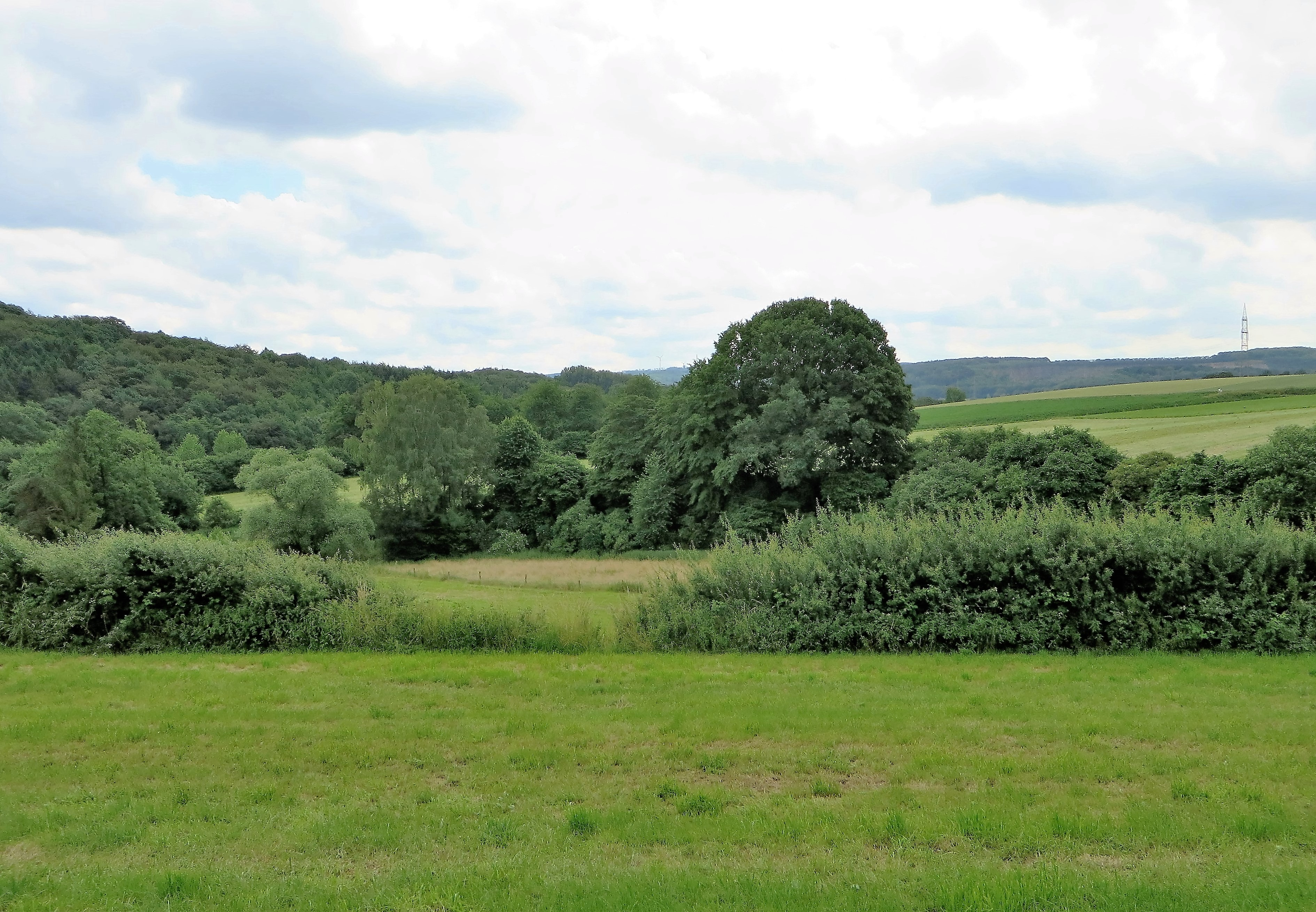
Landschaftsschutzgebiet Berchumer Heide, Reher Heide

Das Landschaftsschutzgebiet Berchumer Heide, Reher Heide mit einer Flächengröße von 622,70 ha befindet sich auf dem Gebiet der kreisfreien Stadt Hagen, Stadtteil Berchum und Reh, in Nordrhein-Westfalen. Das Landschaftsschutzgebiet (LSG) wurde 1994 mit dem Landschaftsplan der Stadt Hagen vom Stadtrat von Hagen ausgewiesen. Das LSG besteht aus zwei Teilflächen. Teile des Landschaftsschutzgebietes südlich der Ortslage Berchum sind im Gebietsentwicklungsplan als Wohnsiedlungsbereich dargestellt. Bei einer Änderung des Flächennutzungsplanes erlischt für diese Flächen die Ausweisung als Landschaftsschutzgebiet.

## Beschreibung
Das LSG grenzt im Norden direkt an die Stadtgrenze zu Schwerte bzw. den Kreis Unna. Im Westen liegt Berchum. Im Südwesten grenzen bebaute Bereiche an. Im Süden grenzt das Landschaftsschutzgebiet Bemberg an. Es geht im Osten bis zur Stadtgrenze nach Iserlohn im Märkischen Kreis (MK). Die Flächen im MK gehören zum Landschaftsschutzgebiet Iserlohn Typ A bzw. zum Naturschutzgebiet Wannebachtal (Iserlohn). Das LSG umschließt das Naturschutzgebiet Unteres Wannebachtal und das Naturschutzgebiet Oberes Wannebachtal. Das Naturschutzgebiet Oberes Wannebachtal trennt auch eine kleine Teilfläche des Landschaftsschutzgebiet Berchumer Heide, Reher Heide vom Rest des LSG. 
Im LSG befinden sich im Süden überwiegend geschlossene Waldbereiche mit tief eingeschnittenen Siepen und Tümpeln, mit zahlreichen gefährdeten Pflanzen und Tierarten. Besonders wertvolle Siepen und Tümpel sind als Geschützter Landschaftsbestandteil ausgewiesen worden. Im Norden liegen meist landwirtschaftlich genutzte Flächen mit Äckern und Grünland. Auch ein Golfplatz befindet sich im nördlichen Bereich. In der Nähe der Schälker Landstraße befindet sich eine historische Richtstätte, der Reher Galgen, im Gelände kenntlich gemacht durch einen kleinen Erdhügel. Diese Anlage ist als Kulturdenkmal ausgewiesen. Im LSG liegt der Rehberg mit 229 m Höhe.

## Schutzzweck
Laut Landschaftsplan erfolgte die Ausweisung „zur Erhaltung und Wiederherstellung der Leistungsfähigkeit des Naturhaushaltes, insbesondere durch Sicherung naturnah entwickelter Lebensräume; wegen der Vielfalt, Eigenart und Schönheit des Landschaftsbildes, welches geprägt wird durch den Wechsel von ausgedehnten Wäldern mit Grünlandbereichen des Wannebachtales und wegen der besonderen Bedeutung der Reher- und Berchumer-Heide sowie der angrenzenden Bereiche als Erholungsgebiet, insbesondere auch für die stille Erholung durch das Erleben naturnaher Lebensräume“.